# エベレストを滑った男
『エベレストを滑った男』（エベレストをすべったおとこ、The Man Who Skied Down Everest）は、日本のプロスキーヤーで登山家である三浦雄一郎が、1970年5月にエベレストをスキーで滑降した模様を捉えた映像をもとに、1975年に制作公開されたドキュメンタリー映画。映画プロデューサーはカナダの映画製作者バッジ・クローリーであった。
三浦の滑降の映像は、日本では1970年7月に公開された『エベレスト大滑降』でいち早く作品化されていた。クローリーは石原プロからこの作品の版権を買って、再編集を施した。
クローリーは、この作品で第48回アカデミー賞で長編ドキュメンタリー映画賞を受賞した。アカデミー・フィルム・アーカイブは、2010年に『エベレストを滑った男』を保存対象として収蔵した。

## 滑降
三浦は、1970年5月5日に、エベレストのノーマルルートの経由地である、ローツェのサウスコル（標高7985m）に到着した。当初の計画では、サウスコルからスキーで滑降することになっていたが、5月6日にサウスコルから200mほどザイルで下り、標高7780m地点の滑降を開始した。この地点は、サウスコル直下の岩場「イエロー・バンド (Yellow Band)」からの急峻な斜面にあった。減速用のパラシュートや、無線通信機が内蔵されたヘルメット、酸素マスク、救命胴衣を装着した三浦は、そこから標高7000m地点までを2分20秒で滑降した。当初の計画では標高6200m地点までの滑降が目指されていたが、滑降開始から1分40秒の時点でパラシュートを操作した際に転倒、右足のスキー板が外れてしまい、最後は外れたスキー板が体に絡む形で止まり、滑降はそこまでの2分20秒となった。
最終的に滑降を終えたのは、岩の上で動かない氷と、氷河として流れ下り始めた氷の間にできた、ベルクシュルントと呼ばれる大きく深いクレバスの縁から、250フィート (76 m)の位置であった。わずか先にクレバスがあったことになる。
これは、当時、世界で最も標高が高い地点からの本格的なスキーによる滑降であった。

## 1970年のエベレスト
このスキーによる滑降は、藤島泰輔を総本部長とした1970年当時の日本エベレスト・スキー探検隊が掲げた目的のひとつであった。この遠征ではシェルパ6人が遭難死した。当時、これとは別の日本の遠征隊である日本山岳会エベレスト登山隊が、複数のルートからエベレストの登頂に挑み、ノーマルルートからは松浦輝夫、植村直己
、平林克敏がエベレストの日本人初登頂に成功し、南西壁（映画のポスターに、Y字形に雪が溜まった黒い岩壁として写り込んでいる）のルートからの登頂を目指す初めての試みであった。後者は2人の死者を出した。

## エピソード
1977年から1981年にかけてアメリカ合衆国大統領だったジミー・カーターは、この映画を在任中にホワイトハウスで何回も鑑賞したとされ、2004年には三浦を招待した席で「命の危険を顧みず夢に向かってチャレンジするということの素晴らしさに感銘を受けた。20回以上観たんじゃないか」と述べて三浦を讃えた。
当時のカナダ首相であったピエール・トルドーは、この映画がカナダの映画として初めてアカデミー長編ドキュメンタリー映画賞を取ったことに喜び、三浦と複数回会見したという。
なお、1977年に刊行された、この映画と同名の三浦の著書『エベレストを滑った男』は、後にちくまプリマーブックスとして再刊された。